# 紀元前268年
紀元前268年（きげんぜん268ねん）は、ローマ暦の年である。
当時は、「プブリウス・センプロニウス・ソプスとアッピウス・クラウディウス・ルッススが共和政ローマ執政官に就任した年」として知られていた（もしくは、それほど使われてはいないが、ローマ建国紀元486年）。紀年法として西暦（キリスト紀元）がヨーロッパで広く普及した中世時代初期以降、この年は紀元前268年と表記されるのが一般的となった。

## 他の紀年法
- 干支 : 癸巳
- 日本
  - 皇紀393年
  - 孝霊天皇23年
- 中国
  - 周 - 赧王47年
  - 秦 - 昭襄王39年
  - 楚 - 頃襄王31年
  - 斉 - 襄王16年
  - 燕 - 武成王4年
  - 趙 - 恵文王31年
  - 魏 - 安釐王9年
  - 韓 - 桓恵王5年
- 朝鮮 :
- ベトナム :
- 仏滅紀元 : 279年
- ユダヤ暦 :

## できごと

### 共和政ローマ
- 共和政ローマのデナリウス硬貨が初めて鋳造された。
- ローマは、マルヴェント(Malventum)を植民地としたが、ラテン語でmaleは悪い、beneは良いを意味することから、縁起を担いでベネヴェント(Beneventum)と呼ばれるようになった。

### ギリシア
- アテナイの政治家で軍人のクレモニデスは、スパルタ、アテナイ、エジプトのプトレマイオス2世との協定を結んだ。この協定の起源は、多くのギリシアの州、特にアテナイとスパルタの独立を回復したいという長年の願い、プトレマイオス2世の、ライバルのマケドニア王アンティゴノス2世にトラブルを引き起こしたいという願い等が元となった。エーゲ海におけるプトレマイオス2世の野望は、アンティゴノス2世の軍に脅かされたため、彼は慎重にギリシアにおける対マケドニアの連合を構築した。彼は、特にアテナイ市民に対しては穀物を配る等して優遇した。

### インド
- この頃、マウリヤ朝アショーカ王が即位（ - 紀元前232年頃）。

### 中国
- 秦の昭襄王は范雎の計略を採用して、五大夫の綰に魏を攻撃させ、懐を陥落させた。